# Kanton Nogent-sur-Marne
Kanton Nogent-sur-Marne (fr. Canton de Nogent-sur-Marne) je francouzský kanton v departementu Val-de-Marne v regionu Île-de-France. Tvoří ho pouze město Nogent-sur-Marne.